# Michihiko Kano
Michihiko Kano (jap. 鹿野道彦 Kano Michihiko; ur. 24 stycznia 1942 w Yamagacie), zm. 21 października 2021 tamże – japoński polityk.

## Życiorys
Studiował nauki polityczne na Uniwersytecie Gakushūin (Gakushūin). W 1976 dostał się do Izby Reprezentantów. Reelekcję uzyskiwał w każdych kolejnych wyborach (ostatnie w 2009).
Od listopada 1981 do grudnia 1982 pełnił funkcję parlamentarnego wiceministra transportu. Przewodniczył komisjom transportu (lipiec 1986 – grudzień 1987) i budżetu (wrzesień 2009 – wrzesień 2010) izby niższej parlamentu.
Był również ministrem stanu ds. zarządzania i koordynacji (grudzień 1992 – sierpień 1993) oraz ministrem rolnictwa, leśnictwa i rybołówstwa (sierpień 1989 – luty 1990). Ponownie stanął na czele ministerstwa rolnictwa we wrześniu 2010.